# Maria Roggendorf
Maria Roggendorf (früher Roggendorf) ist ein Marienwallfahrtsort mit 127 Einwohnern. (Stand 1. Jänner 2025) Der Ort ist eine Ortschaft und ein Katastralgemeinde der Gemeinde Wullersdorf im Bezirk Hollabrunn in Niederösterreich.

## Geografie
Maria Roggendorf liegt nördlich im westlichen Weinviertel in Niederösterreich im politischen Bezirk Hollabrunn. Die angrenzenden Ortschaften sind u. a. Hart-Aschendorf und Wullersdorf.

## Geschichte
Der Ortsname Ruchendorf wurde 1230 erstmals urkundlich erwähnt, in der frühen Neuzeit bestand hier die Herrschaft Ruckhendorff des später ausgestorbenen Adelsgeschlechtes der Ruckhendorffer (Wappen: gespalten, vorne viermal schräglinks von Gold und Blau geteilt, hinten Silber ohne Bild). 1784 wurde Roggendorf ein Lokalvikariat und 1782 eine selbstständige Pfarre.
Laut Adressbuch von Österreich waren im Jahr 1938 in der Ortsgemeinde Roggendorf ein Eier- und Butterhändler, ein Dachdecker, ein Fleischer, ein Gastwirt, ein Gemischtwarenhändler und ein Schneider ansässig.
Am 22. Juli 1971 beschloss der Gemeinderat die Änderung des Ortsnamens in „Maria Roggendorf“.

## Marienwallfahrt

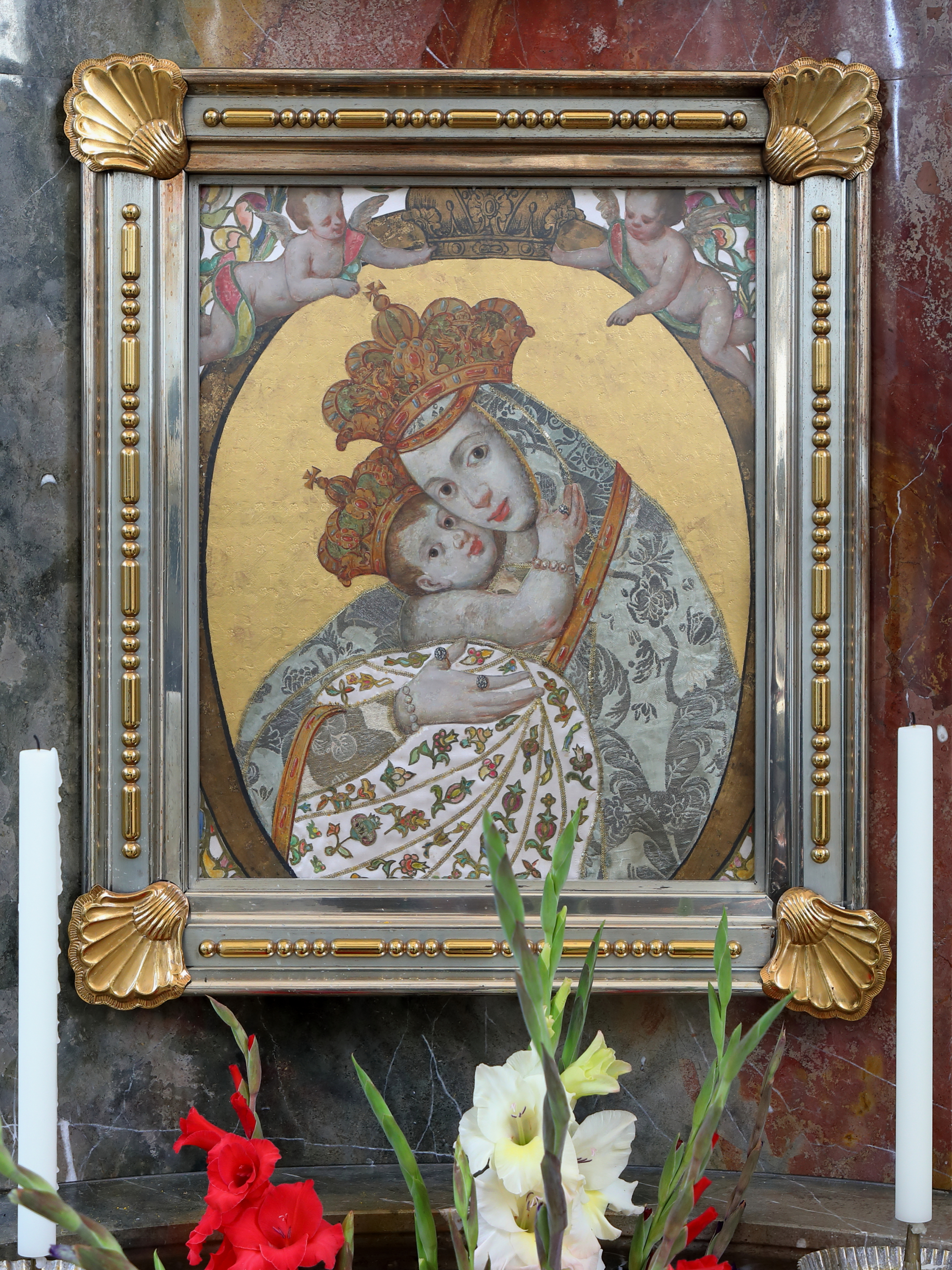
Gnadenbild in der Wallfahrtskirche

Seit 1291 ist im Ort eine Marienkapelle belegt, die damals Filialkirche von Nappersdorf war. Ab dem 15. Jahrhundert entwickelte sich eine Marienwallfahrt. 1653 wurde die von Joh. Angelo Canevale erbaute Wallfahrtskirche Maria Geburt fertiggestellt. Nach einem Brand im Jahre 1695 wurde das Gotteshaus von Carlo Antonio Carlone neu aufgebaut und erhielt die heutige Gestalt.
Im 18. Jahrhundert erreichte die Wallfahrt mit mehr als 5000 Pilgern bei großen Marienfesten ihren Höhepunkt. Joseph II. verbot 1785 die Marienwallfahrten. Ab 1924 gab es wieder öffentliche Wallfahrten zum Fest Maria Geburt am 8. September.
Maria Roggendorf verfügt über zwei Gnadenbilder. Ursprünglich wurde wohl die spätgotische Strahlenkranzmadonna (eine Holzplastik) hauptsächlich verehrt, wie die Wallfahrtsbildchen zeigen. Seit den Monatswallfahrten rückte die auf Leder gemalte „zärtliche Muttergottesdarstellung“ (siehe Abbildung) in den Mittelpunkt der marianischen Frömmigkeit.
Hans Hermann Groër, der spätere Erzbischof von Wien, begann am 13. Oktober 1969 mit Monatswallfahrten im Geist von Fátima, dem  bedeutendsten Wallfahrtsort in Portugal. Am 6. August 1988 erhob Papst Johannes Paul II. die Wallfahrtskirche mit dem Apostolischen Schreiben Intra Vindobonensis zur Basilica minor. Im März 1995 wurden gegenüber Groër schwere Vorwürfe wegen sexuellen Missbrauchs erhoben. Infolge dieses Skandals trat Groër am 6. April 1995 als Vorsitzender der Bischofskonferenz zurück und zog sich in das von ihm gegründete Zisterzienserinnenkloster Marienfeld, ca. einen Kilometer von Maria Roggendorf entfernt, zurück. Am 1. September 1996 übertrug man ihm wieder ein kirchliches Amt als Prior des Klosters St. Josef in Maria Roggendorf. Dieses Amt musste er ebenfalls aufgeben, nachdem Anfang 1998 weitere Vorwürfe aufgetaucht waren. Ab Oktober 1998 lebte Groër zurückgezogen in Marienfeld.

## Klöster
Bei Maria Roggendorf befinden sich zwei Klöster:
- das Zisterzienserinnenkloster Marienfeld, das von Hans Hermann Groër in der Nähe des Ortes gegründet und am 14. November 1982 eingeweiht wurde.
- das Benediktinerkloster Priorat St. Josef, das am 7. September 1991 vom Stift Göttweig im Ort als Priorat errichtet wurde.[5] Seit dem 11. Dezember 2005 ist es ein selbstständiges Kloster, Administrator ist seit 2017 Josef Haspel.[6]

## Persönlichkeiten
- Lambert Karner, Pfarrer, Speläologe und Archäologe, war hier Pfarrer